# اولد لکزینگتون (آرکانزاس)
اولد لکزینگتون (به انگلیسی: Old Lexington) یک منطقهٔ مسکونی در ایالات متحده آمریکا است که در شهرستان استون، آرکانزاس واقع شده‌است. اولد لکزینگتون ۴۰۹٫۹۶ متر بالاتر از سطح دریا واقع شده‌است.